# بيريندوبريل/إنداباميد
التوليفة المكونة من بيريندوبريل/إنداباميد هي علاج مركب يستخدم في فرط ضغط الدم الأساسي.

## التركيبة
يحتوي كل قرص على 2 ملغ من بيريندوبريل على هيئة ملح بوتيلامين و0.625 ملغ من إنداباميد، وتنتجه مختبرات سرفير تحت اسم Coversyl Plus.

## الاستخدام
فرط ضغط الدم الأساسي